# Berndt Ekholm
Berndt Gunnar Ekholm, född 20 november 1944 i Alingsås stadsförsamling, är en svensk politiker (socialdemokrat). Han var ordinarie riksdagsledamot 1985–2006, invald för Västra Götalands läns södra valkrets.
Ekholm var under sin tid i riksdagen ledamot i utrikesutskottet 1994–2006. Innan dess satt han i samma utskott som suppleant år 1991–1994 och var ledamot i utskottet tills han lämnade riksdagen. Från 1988 var han suppleant i miljö- och jordbruksutskottet och var även suppleant i justitieutskottet 1985–1988. Från 1988 till 1991 och igen 1995 till 1998 var han suppleant i bostadsutskottet.
Ekholm har sedan ungdomsåren tillhört Sveriges Kristna Socialdemokraters Förbund (SKSF) som även kallades Broderskapsrörelsen och var under perioden 1992 till 1999 deras förbundsordförande. Förbundet har bytt namn och heter nu Socialdemokrater för tro och solidaritet.